# Município de Seville Village
O município de Seville Village (em inglês: Seville Village Township) é um município localizado no condado de Medina no estado estadounidense de Ohio. No ano de 2010 tinha uma população de 2.296 habitantes e uma densidade populacional de 350,53 pessoas por km².

## Geografia
O município de Seville Village encontra-se localizado nas coordenadas 41° 01′ 14″ N, 81° 52′ 00″ O. Segundo a Departamento do Censo dos Estados Unidos, o município tem uma superfície total de 6.55 km², da qual 6.55 km² correspondem a terra firme e (0%) 0 km² é água.

## Demografia
Segundo o censo de 2010, tinha 2.296 habitantes residindo no município de Seville Village. A densidade populacional era de 350,53 hab./km². Dos 2.296 habitantes, o município de Seville Village estava composto pelo 96.86% brancos, o 0.7% eram afroamericanos, o 0.22% eram amerindios, o 0.48% eram asiáticos, o 0.04% eram insulares do Pacífico, o 0.39% eram de outras raças e o 1.31% pertenciam a duas ou mais raças. Do total da população o 1.52% eram hispanos ou latinos de qualquer raça.